# دایینگ لایت
دایینگ لایت (به انگلیسی: Dying Light) یک بازی ویدئویی اول شخص در سبک ترس و بقا وپسارستاخیزی است که توسط شرکت لهستانی تکلند توسعه یافته و به‌وسیلهٔ وارنر برادرز انتراکتیو انترتینمنت در ژانویه ۲۰۱۵ برای مایکروسافت ویندوز، لینوکس، پلی‌استیشن ۴ و اکس‌باکس وان منتشر شده‌است. این بازی ابتدا قرار بود برای کنسول‌های پلی‌استیشن ۳ و ایکس‌باکس ۳۶۰ منتشر شود، اما عرضه بازی به علت محدودیت‌های سخت‌افزاری برای کنسول‌های نسل هفتم لغو شد. داستان بازی دربارهٔ یک مأمور مخفی به نام کایل کرین است که با هدف نفوذ به منطقه‌ای قرنطینه شده در شهری به نام حران واقع در خاورمیانه فرستاده می‌شود. این شهر مملو از دشمن، جهان باز، و همراه با چرخهٔ شب و روز پویا است که زامبی‌ها در طول روز کند و دست و پا چلفتی هستند، اما شب هنگام بسیار تهاجمی می‌شوند.
یک بسته الحاقی، تحت عنوان دایینگ لایت: پیروی در تاریخ ۹ فوریه ۲۰۱۶، برای این بازی منتشر شد. دنباله‌ای نیز برای این بازی تحت عنوان دایینگ لایت ۲ انسان بمان در فوریه ۲۰۲۲ منتشر شد.